# 開田成幸
開田 成幸（ひらきだ なるゆき、1979年1月11日 - ）は、福岡県柳川市出身の元社会人野球選手（内野手、外野手）、監督。兄は同じく元社会人野球選手の開田博勝。

## 来歴・人物
柳川高等学校を経て早稲田大学に進学、一塁手としてプレーし1999年の秋季リーグでベストナインに選ばれた。
大学卒業後、社会人野球のホンダに入団し外野手として活躍、2004年の第75回都市対抗野球で大会優秀選手に選ばれた。翌年の第32回社会人野球日本選手権でも大会優秀選手に選ばれ、同年の社会人ベストナインにも選出された。
2020年からはHondaの監督に就任し、翌年の第91回都市対抗野球では就任1年目でチームを優勝に導いた。
2023年12月6日、同年限りでHondaの監督を退任し、退任後は社業に就くことが発表された。
2024年の第106回全国高等学校野球選手権大会よりNHKの高校野球解説者に就任した。